# Andreas Pfeilschmidt
Andreas Pfeilschmidt, auch Andres Pfeylschmydt, (* unbekannt; † 9. August 1556 in Dresden) war ein Dresdner Ratsherr und Bürgermeister.

## Leben
Pfeilschmidt stammte aus einer bereits im 15. Jahrhundert erwähnten Dresdner Ratsherrenfamilie. Ein gleichnamiger Vorfahre, vermutlich sein Vater, gehörte ab 1473 dem Altendresdner Rat an. 1517 wurde Andreas Pfeilschmidt in der Matrikel der Leipziger Universität verzeichnet.
1535 wurde er Mitglied des Rates und übernahm dort das Amt des Pfannenherrs, der für die Verwaltung der städtischen Braupfannen und die Erhebung der für deren Nutzung erhobenen Gebühren verantwortlich war. 1539 war Pfeilschmidt im Rat Baumeister und 1544 Zinsherr. Im Jahr 1552 wurde er erstmals als regierender Bürgermeister gewählt und hatte dieses Amt drei Jahre später erneut inne. Von 1552 bis zu seinem Tod 1556 war er zudem Spitalmeister des Dresdner Maternihospitals.